# بيتر جونسون (عسكري)
بيتر جونسون (بالإنجليزية: Peter Johnson)‏ هو عسكري أمريكي، ولد في 29 ديسمبر 1857 في إنجلترا في المملكة المتحدة، وتوفي في 21 يونيو 1943 في مقاطعة بيكسار في الولايات المتحدة.